# Круглое (Луганская область)
Круглое (укр. Кругле) — село, относится к Сватовскому району Луганской области Украины.
Население по переписи 2001 года составляло 482 человека. Почтовый индекс — 92651. Телефонный код — 6471. Занимает площадь 3,353 км². Код КОАТУУ — 4424082201.

## Местный совет
92651, Луганська обл., Сватівський р-н, с. Кругле, вул. Борова, 35  (укр.)